# Marina Tena Tena
Marina Tena Tena (Madrid, 1989) es una profesora y escritora española de terror y fantasía, y de literatura infantil. En 2022, fue galardonada con el Premio Ignotus de novela y relato corto por No te sientes a la mesa de la bruja.

## Trayectoria
De raíces extremeñas, Tena estudió Magisterio en Educación Física en la Universidad Complutense de Madrid (UCM). Ha ejercido tanto de profesora como de educadora social en centros de menores y ha colaborado con empresas de ocio para jóvenes con diversidad funcional.
Su primera novelette, Legado de plumas, fue publicada en 2018 por la editorial Literup Ediciones, que también publicó su libro infantil No escuches a la Luna, en 2020. En 2019, publicó con Hela Ediciones El terror tiene tu rostro, una antología de relatos de terror. Ese mismo año, su colección de cuentos infantiles salió con Ediciones Hati con el título Cuentos para pequeños dragones. Posteriormente, en 2020, publicó con la editorial Selecta La luna tras las rejas, su primera novela romántica.
Sus últimas publicaciones son Brujas de Arena, una novela publicada con la editorial Insólita en julio de 2021, y Nana de Sombras con Roomie ediciones publicada en noviembre de 2021 con una ilustración de Ana Pardo de Santayana en portada. Además de sus creaciones en el ámbito del terror y la fantasía, Tena ha colaborado en varias publicaciones infantiles, como la trilogía de Los rastreadores de la editorial Tinturas.

## Reconocimientos
En 2018, Tena recibió el Premio Ripley de Triskel por su relato Las raíces, una de sus múltiples colaboraciones con la editorial Saco de Huesos con relatos de terror y Legado de plumas, novela corta del mismo género, publicada con Literup del mismo año. Al año siguiente, en 2019, su novellette Legado de plumas fue nominada a los premios Guillermo de Baskerville.
El II Premio Terroríficas recoge su relato Insomne y fue autora invitada en Ende interminable (Ediciones Tinta Púrpura, 2020) y en Vínculos oscuros (Literup Ediciones, 2020), con «Hogar es dónde el corazón descansa». También en 2020, su libro infantil No escuches a la Luna ganó el premio ignotus a mejor libro infantil y juvenil.
En octubre de 2022, Tena recibió el Premio Ignotus de novela y relato corto por No te sientes a la mesa de la bruja publicado por Editorial Crononauta. El anuncio se hizo en Ferrol durante el Congreso Nacional de Fantasía y Ciencia Ficción (HispaCon), donde también se dio a conocer el Ignotus a mejor novela corta extranjera que fue para Se buscan mujeres sensatas, de Sarah Gailey. El relato de Tena se publicó originalmente en Matreon en septiembre de 2021, y se ha convertido en el segundo relato de esta plataforma de microfinanciación que recibe un premio Ignotus en la categoría de cuento.
En septiembre de 2023, fue galardonada con el I Premio Lestat de Lioncourt de la editorial Dimensiones Ocultas, por su novela Una Casa sobre tus Huesos.

## Obra
- 2018 – Legado de plumas. Literup. ISBN 978-84-12-18703-8.
- 2019 – Cuentos para pequeños dragones. Ediciones Hati. ISBN 9788412373738.
- 2019 – El terror tiene tu rostro. Hela Ediciones. ISBN 978-84-120444-5-4.
- 2020 – No escuches a la Luna. Literup. ISBN 9788412187090.
- 2020 – La luna tras las rejas. Selecta. ISBN 9788418295430.[13]
- 2021 – Brujas de arena. Insólita. ISBN 978-84-121043-3-2.[14]
- 2021 – Nana de sombras. Roomie Ediciones. ISBN 9788412373738.
- 2022 – Nos devoró la niebla. Insólita Editorial. ISBN 9788412104394.
- 2023 – Una Casa sobre tus Huesos. Dimensiones Ocultas. ISBN 9788412701937.
- 2023 – De lobos y dioses. Fandom Books. ISBN: 978-84-18027-81-9.
- 2024 – Si un árbol cae en el bosque. Grijalbo. ISBN: 978-84-25366-93-2.
- 2024 – Las tres hijas del rey muerto. Salamandra Infantil y Juvenil. ISBN: 978-84-19275-79-0.
- 2025 – Las tres muertes de la reina. Salamandra Infantil y Juvenil. ISBN: 978-84-19275-96-7.